# Rhombognathus amplus
Rhombognathus amplus – gatunek roztocza z kohorty Trombidiformes i rodziny Halacaridae.
Gatunek ten został opisany w 2013 roku przez Ilse Bartscha.
Osobniki dorosłe osiągają od 364 do 415 μm długości idiosomy. Gnatosoma tylko nieco dłuższa niż szersza, ze stożkowatym ryjkiem i kulistawą nasadą. Tarczki oczne prawie trójkątne, opatrzone dwiema szczecinkami wzdłuż środkowej linii. Przednia tarczka grzbietowa z trójkątną tylną krawędzią, a tylna tarczka grzbietowa z dwiema oddalonymi od brzegów parami szczecin. Pierścień szczecin genitalnych otaczający otwór płciowy składa się 38 do 47 szczecin u samców i 60 do 69 u samic. Wszystkie odnóża zbliżonej długości, zakończone parzystymi, gładkimi pazurkami. Tritonimfy osiągają 245–354 μm, deutonimfy 242–284 μm, a protonimfy 209–235 μm długości ciała.
Gatunek znany z singapurskiej wyspy Pulau Ubin. Spotykany wśród glonów z rzędów Cladophorales i Ceraminales, porastających pnie korzeniar w lasach namorzynowych.